# Evansianthus
Evansianthus là một chi rêu trong họ Geocalycaceae.